# Fontaine Notre-Dame-du-Roncier
La Fontaine Notre-Dame-du-Roncier, dite aussi Fontaine Miraculeuse, est située route de la fontaine, à Josselin dans le Morbihan.

## Historique
La fontaine, bien que comportant la date de 1675, est sans doute plus ancienne. Le Xe siècle est évoqué comme période de découverte du site à la suite de la trouvaille par un agriculteur d'une statue de la Vierge dans un roncier. La statue, retirée du lieu, y serait revenue de façon miraculeuse. Des guérisons miraculeuses y auraient eu lieu au XVIIe siècle et en 1728. Un pardon y a lieu les 8 septembre. La fontaine fait l’objet d’une inscription au titre des monuments historiques depuis le 25 septembre 1928.
La fontaine Notre-Dame-du-Roncier était fréquentée car ses eaux étaient réputées guérir l'épilepsie.

## Architecture

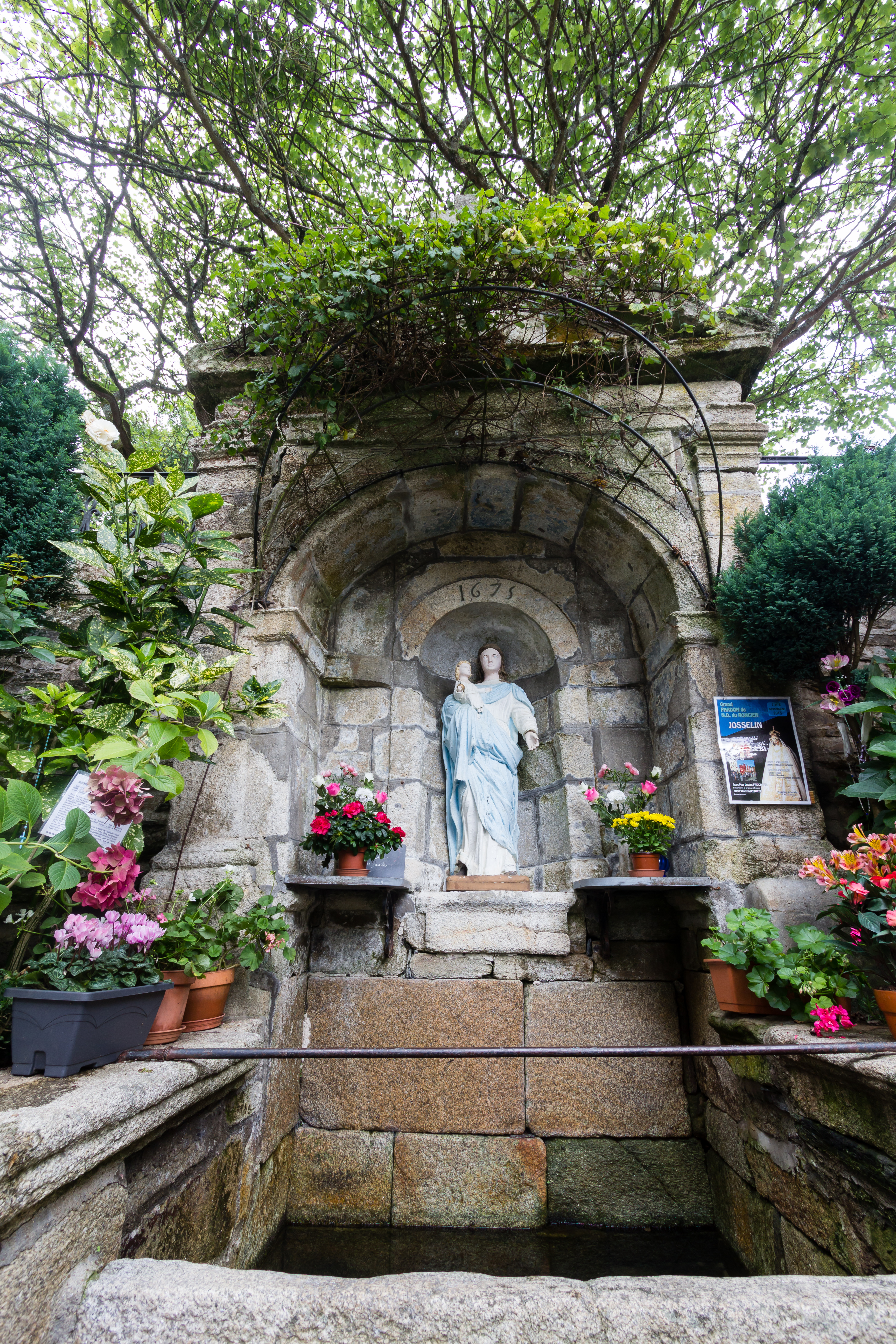
Statue de la Vierge

La fontaine occupe une surface de 50 m2.
Une voûte est ornée d'une statue de la Vierge à l'Enfant, et un fronton triangulaire est orné du blason des Rohan et comporte une grande croix.